# Србија на Светском првенству у атлетици у дворани 2012.
Србија је учествовала на Светском првенству у атлетици у дворани 2012. одржаном у Истанбулу од 9. до 11. марта. У трећем самосталном учешћу на светским првенствима у дворани, репрезентацију Србије представљао је један атлетичар, који се такмичио у бацању кугле.

## Учесници
Мушкарци:
- Асмир Колашинац, АК Партизан, Београд — Бацање кугле

## Резултати

### Мушкарци
| Атлетичар       | Дисциплина   | Лични рекорд | Квалификација | Квалификација        | Финале               | Финале  | Детаљи |
| Атлетичар       | Дисциплина   | Лични рекорд | Резултат      | Место                | Резултат             | Место   | Детаљи |
| --------------- | ------------ | ------------ | ------------- | -------------------- | -------------------- | ------- | ------ |
| Асмир Колашинац | Бацање кугле | 20,64 НР     | 19,70         | Није се квалификовао | Није се квалификовао | 12 / 23 |        |